# 系外行星大气红外遥感大调查
系外行星大气红外遥感大调查（Atmospheric Remote-sensing Infrared Exoplanet Large-survey），英文简称爱丽儿号（“ARIEL”）是一架空间望远镜和欧洲航天局宇宙愿景计划中第四项中级任务。该任务旨在通过凌日法观测至少1000颗已知的系外行星，研究并描述行星的化学成分和热结构。相较于詹姆斯·韦伯空间望远镜，“爱丽儿号”的可用观测时间更长，且自身体积却更小。预计爱丽儿号将于2029年与彗星拦截器一道搭载在阿丽亚娜6号运载火箭上发射升空。

## 任务
爱丽儿号将观测1000颗环绕遥远恒星运行的行星，并对系外行星大气的化学性质进行首次大范围的调查。目的是解答有关行星系统形成和演化的基本问题。一台光谱仪将分析行星反射光的光谱，并测定大气中气体的化学指纹，使科学家们能够了解行星的化学性质与所形成环境间的关系，以及宿主恒星对它们形成和演化中产生的影响。
爱丽儿号任务由欧空局11个成员国中各类机构组成的联盟以及其它四个国家的国际捐助者所开发，项目由伦敦大学学院首席研究员乔凡娜·迪内蒂（Giovanna Tinetti）主持，之前曾主导过在宇宙愿景中3号项目角逐中落选的系外行星特征观测台（回声号）提案。爱丽儿号任务和航天器操作分别由欧空局和任务开发联盟通过协调仪器操作和科学数据中心(IOSDC) 共同处理。位于德国达姆施塔特的欧洲空间业务中心（ESOC）将设立任务运行中心（MOC），同时，在西班牙马德里附近的欧洲空间天文中心（ESAC）设立爱丽儿号科学运营中心（SOC）。任务运行中心负责航天器本身，科学运营中心负责存档任务数据和从航天器下行的科学数据，而科学数据中心（IOSDC）则将根据科学运营中心收到的数据帮助开发探测结果.。
2017年8月，美国宇航局有条件地选择了对爱丽儿系外行星光谱探测（CASE）任务捐助作为机会任务，等待欧空局宇宙愿景的评选结果。根据该项提议，美国宇航局将为爱丽儿号航天器提供两台精细导星感测器，以换取美国科学家的参与。2019年11月，爱丽儿光谱探测项目正式入选，喷气推进实验室天体物理学家马克·斯温（Mark Swain）担任了首席研究员。
2021年12月7日，欧洲空间局宣布已与空中客车防务和航天公司签订了建造爱丽儿号的2亿欧元合同。

## 航天器
爱丽儿号航天器的设计基于回声号蓝图，并继承了普朗克卫星的热结构设计。航天器主体分为两个不同的模块，即服务舱（SVM）和仪器舱（PLM）。服务舱的形状为“三明治”结构，由三个铝制V型槽和三对支撑仪器舱的低导电性玻璃纤维双脚支柱组成。仪器舱则采用了基本的水平望远镜配置，装有航天器所有探测仪器及其椭圆形1.1×0.7米（3.7英尺×2.4英尺）主镜。发射时，航天器含燃料质量为1300千克（2900磅），干质量为1000千克（2200磅），其中仪器舱质量约300千克（660磅）。

## 望远镜
爱丽儿号望远镜的组件是一架离轴卡塞格伦望远镜，后面是重新调节光束的第三块抛物面反射镜。该望远镜使用一具1.1米×0.7米（3.7英尺×2.4英尺）椭圆形主镜，系统成像质量受波长大于约3微米衍射的限制，其焦距比（f）为13.4。该系统将采集可见光和近红外光谱图像，为了在1.95微米和7.8微米之间操其红外光谱仪 ，望远镜将被被动冷却至55K（摄氏零下218度；华氏零下360.7度）。

## 发射和轨道
爱丽儿号航天器预计将于2029年搭乘阿丽亚娜太空公司的阿丽亚娜62型运载火箭（目前正在研制）与彗星拦截器一起，从法属圭亚那库鲁航天中心（CSG）阿丽亚娜4号发射区发射升空，4号发射区是专为未来阿丽亚娜6型运载火箭的发射而建造的。爱丽儿号将被发射到距离地球150万公里（93万英里）的拉格朗日点2位置，在那里，温度环境非常适合探测系外行星所需.

## 另请查看
- 系外行星特性探测卫星和柏拉图号 – 宇宙愿景系外行星学任务。
- 快速红外系外行星光谱勘测探测器（菲奈诗号）—美国宇航局的任务提案（已取消），类似于爱丽儿号。
- 彗星拦截器 – 在同一运载火箭上发射升空。
- 空间望远镜列表